# Мусрух
Мусрух — село (аул) в Шамильском районе Дагестана. Входит в состав сельского поселения «Сельсовет „Ругельдинский“».

## Географическое положение
Расположено в 13 км к югу от районного центра села Хебда, на правом берегу реки Квенишор.

## Население
| 1869 | 1888 | 1895 | 1926 | 1939 | 1970 | 1989 |
| ---- | ---- | ---- | ---- | ---- | ---- | ---- |
| 111  | ↗143 | ↘122 | ↗144 | ↘123 | ↘113 | ↘79  |
| 2002 | 2010 | 2021 |      |      |      |      |
| ↗84  | ↗95  | ↘64  |      |      |      |      |